# SC Brühl
O SC Brühl é um clube de futebol com sede em St. Gallen, Suíça. A equipe compete na Swiss Promotion League.

## História
O clube foi fundado em 1901 e campeã suíça em 1915. 